# Autoportrait au bonnet noir
Pour les articles homonymes, voir Autoportrait (homonymie).

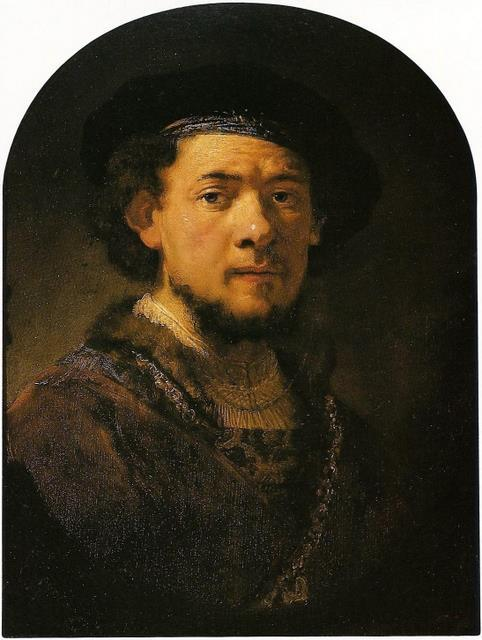
L'œuvre de São Paulo

L'autoportrait ou Autoportrait au bonnet noir est un autoportrait de Rembrandt réalisé vers 1637 ou un portrait de l'artiste par son atelier. Il a été acheté comme autoportrait en 1848 par Richard Seymour-Conway et est conservé dans la Wallace Collection à Londres. Jusqu'à récemment, on pensait qu'il s'agissait d'une copie d'atelier, mais elle est maintenant généralement acceptée comme réalisée par Rembrandt lui-même.
Il est lié à un autre portrait de Rembrandt maintenant conservé au Museu de Arte de São Paulo, qui est diversement attribué à Rembrandt lui-même ou à Govert Flinck.